# スージー・ロッソ
スージー・ロッソ（1997年 - ）は、日本の歌手。FRAME所属。身長168cm。

## 人物
アニメ「スナックワールド」のパイロットフィルムでは「MICCA」名義となっていた。

## 作品

### シングル
1. ムゲン・ザ・ワールド(2017年6月21日発売、AVCD-55155)
2. オレはいつか花になる（2017年11月22日発売、AVCD-55157）

### タイアップ
| 楽曲                 | タイアップ                                                     |
| -------------------- | -------------------------------------------------------------- |
| ムゲン・ザ・ワールド | テレビ東京系テレビアニメ「スナックワールド」エンディングテーマ |
| オレはいつか花になる | テレビ東京系テレビアニメ「スナックワールド」エンディングテーマ |